# Iso Kivijärvi (sjö i Hyrynsalmi, Kajanaland, Finland)
Iso Kivijärvi eller Kivijärvi är en sjö i Finland. Den ligger i kommunen Hyrynsalmi i landskapet Kajanaland, i den centrala delen av landet, 500 km norr om huvudstaden Helsingfors. Iso Kivijärvi ligger 156 meter över havet. I omgivningarna runt Iso Kivijärvi växer i huvudsak barrskog. Arean är 35,7 hektar och strandlinjen är 3,84 kilometer lång. Sjön  ingår i Uleälvens huvudavrinningsområde. 